# Храстов певач
Храстов певач (Geothlypis tolmiei), наричан също певач на Макджиливрей и храстова дървесница, е вид птица от семейство Parulidae.

## Разпространение
Видът е разпространен в Гватемала, Канада, Колумбия, Коста Рика, Мексико, Никарагуа, Панама, Салвадор, САЩ и Хондурас.